# Julius Tischendorf
Julius Friedrich Konstantin Tischendorf (* 30. September 1863 in Oschatz; † 1945 in Netzschkau) war ein deutscher Lehrer und Geograph.

## Leben und Wirken
Er war der Sohn eines Arztes. Für den Lehrerberuf auf dem Königlich Sächsischen Lehrerseminar in Dresden vorgebildet, wurde er 1884 Hilfslehrer und 1887 ständiger Lehrer an der Volksschule in Schönefeld bei Leipzig. 1889 wechselte er als Erster Knaben- und Sprachlehrer an die Bürgerschule in Penig und wurde 1891 Schuldirektor in der Stadt Dohna. Seine letzte berufliche Station war Netzschklau im Vogtland, wo er 1905 zum Direktor der beiden Bürgerschulen und der Fortbildungsschule berufen wurde.
Bekannt wurde Tischendorf als Volksschulmethodiker. Er verfasste mehrere Lehrmaterialien, darunter Präparationen für den geographischen Unterricht an Volksschulen, Hilfsbuch für den Unterricht an allgemeinen Fortbildungsschulen, Die Karte als Grundlage des geographischen Unterrichts, Unser Sachsen. Ein Hilfsbuch für den ersten Unterricht in der Vaterlandskunde. Einige seiner Werke hatten außergewöhnlich großen Erfolg. So erschienen allein die drei Werke Nord- und Mitteldeutschland, Süddeutschland und Die Länder Europas bis Ende der 1930er Jahre in jeweils mehr als 20 Auflagen.